# Горинчово
Гори́нчово (укр. Горінчово) — село в Хустском районе Закарпатской области Украины. Административный центр Горинчовской сельской общины.

## Общая информация
Расположено в 15 км от райцентра г. Хуст на левом берегу реки Рика, между сёлами Иза и Березово; на противоположном берегу располагаются Монастырец и Липча. В распоряжении Горинчовского сельсовета находятся приселки Сюрюк, Кутлаш, Дилок и Посич.
Население по переписи 2001 года составляло 3071 человек. Почтовый индекс — 90430. Телефонный код — 3142. Код КОАТУУ — 2125382201.
В Горинчове имеются средняя школа, межшкольный учебно-производственный комбинат трудового обучения и профессиональной ориентации учеников, детский сад, дом культуры, библиотеки (общий книжный фонд по состоянию на 1982 год составлял 23,8 тыс. экземпляров), амбулатория, православная церковь, филиал музыкальной школы. Ранней достопримечательностью была деревянная готическая Михайловская церковь (1813, архитектор Дмитрий Гасинець, росписи Михаила Маньковича, богатая резьба).

## История
Первое упоминание о Горинчове (под названием «Зелеумезеу», Zeleumezeu, народная этимология возводит к «Зелёному») в исторических документах относится к 1350 году. В 1403 году впервые используется наименование «Гаринча» (Haryncha), в 1460 году — Геринче (Herincse), которое до сих пор является венгерским названием села.
Окрестности Горинчова и Липчи были переданы венгерским королём Лайошем I во владение дворянской семьи Билкеи. В ранний период истории двух сёл, населённых преимущественно русинскими крепостными, ими по большей части владели венгерские феодалы из Берега или Угочи, но сами сёла входили в Мармарошскую жупу (комитат).
По переписи 1910 года в Горинчове значились 4070 жителей — русинов, евреев, немцев и венгров. В марте—апреле 1919 года село как часть Русской Краины входило в состав Венгерской советской республики, его население стихийно перераспределяло помещичью землю. После Трианонского договора 1920 года было передано Чехословакии. После оккупации хортистской Венгрией (15 марта 1939 года) 45 жителей Горинчова добровольно перешли границу, чтобы попасть в Советский Союз.
После освобождения Горинчова от немецких и венгерских оккупантов (24 октября 1944 года) 38 жителей ушли добровольцами в ряды Красной Армии, 15 — в состав 1-го Чехословацкого армейского корпуса. 15 из них погибли, 18 награждены орденами и медалями СССР. В центре села сооружён обелиск Славы в честь воинов-интернационалистов из числа односельчан, павших в борьбе с фашизмом.
В советское время в окрестностях Горинчова находился совхоз «Большевик», специализировавшийся на садоводстве и животноводстве, а также располагавший цехом лозоплетения и кирпичным заводом.

## Фольклор
Горинчово получило известность как «село сказочников»: в 1950-х годах фольклорист Пётр Линтур записал здесь около 300 текстов сказок и легенд от девяти рассказчиков, причём 120 из них — от Андрея Калина (1908—1979). Горинчовские записи Линтура неоднократно переиздавались в сборниках «Закарпатские сказки» (1957), «Сказки Верховины» (1960), «Легенды Карпат» (1968), «Дед-всевед» (1969), «Двенадцать братьев» (1972), «Сказки одного села» (1979), «Зачарованные сказкой» (1984), «Сказки Карпат» (1990), «Три золотых слова» (2008) и т. д.